# Urografia

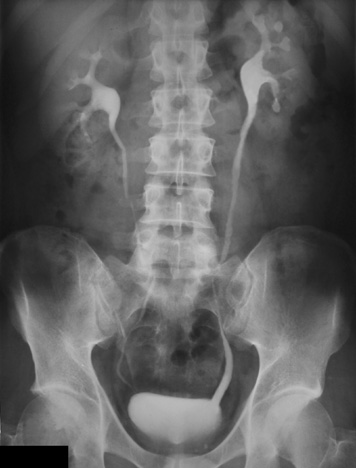
Immagine radiologica di una urografia

L'urografia è un esame radiologico che permette l'esplorazione e lo studio delle varie sezioni che compongono l'apparato urinario. Grazie all'urografia si ha un'esplorazione sia a livello morfologico che funzionale:
- morfologico, poiché si mostrano le parti interessate;
- funzionale, poiché si ottengono informazioni sul funzionamento fisiologico corretto o meno.

## Preparazione all'esame
Dopo aver eseguito alcuni esami come azotemia, creatininemia, protidogramma elettroforetico si deve seguire una dieta a base di alimenti poveri di scorie nei giorni precedenti all'esame, con uso di purgante il giorno precedente, e con un digiuno da almeno 8 ore prima dell'esame.

## Svolgimento
Si utilizzano come mezzi di contrasto composti organici idrosolubili triodati (uroangiografico), iniettati per via endovenosa a bolo o ad infusione lenta. A seguito di tale operazione si eseguono radiogrammi a tempi prestabiliti (basale, nei primi minuti dopo l'infusione, a seguire radiogrammi ogni 5 minuti), termine dell'infusione ultimo scanogramma, far urinare il paziente e scanogramma post-minzione.

## Utilizzi
L'urografia è l'esame di prima scelta in tutte le affezioni dell'apparato urinario quali:
- infiammazioni;
- malformazioni;
- calcolosi;
- tumori;
- traumi.

## Controindicazioni
Vi sono alcune controindicazioni dell'esame:
- iperazotemia elevata;
- cardiopatie gravi;
- mieloma.

## Effetti collaterali
A seguito dell'esame si possono mostrare nausea, vomito, prurito, senso di malessere generalizzato, eruzioni cutanee, tosse.